# Шарлоттенберг
Шарлоттенберг (швед. Charlottenberg) — містечко (tätort, міське поселення) у центральній Швеції, в лені  Вермланд. Адміністративний центр комуни  Еда.

## Географія
Містечко знаходиться у західній частині лена  Вермланд за 417 км на захід від Стокгольма.

## Історія
Назва поселення походить від імені Шарлотти Ларссон (до шлюбу Берг), дружини Ларса Даніеля Ларссона, засновника залізнорудного заводу в 1827 році.

## Населення
Населення становить 2 494 мешканців (2018). 

## Спорт
У поселенні базується футбольний клуб «Еда» ІФ  та інші спортивні організації. 

## Галерея

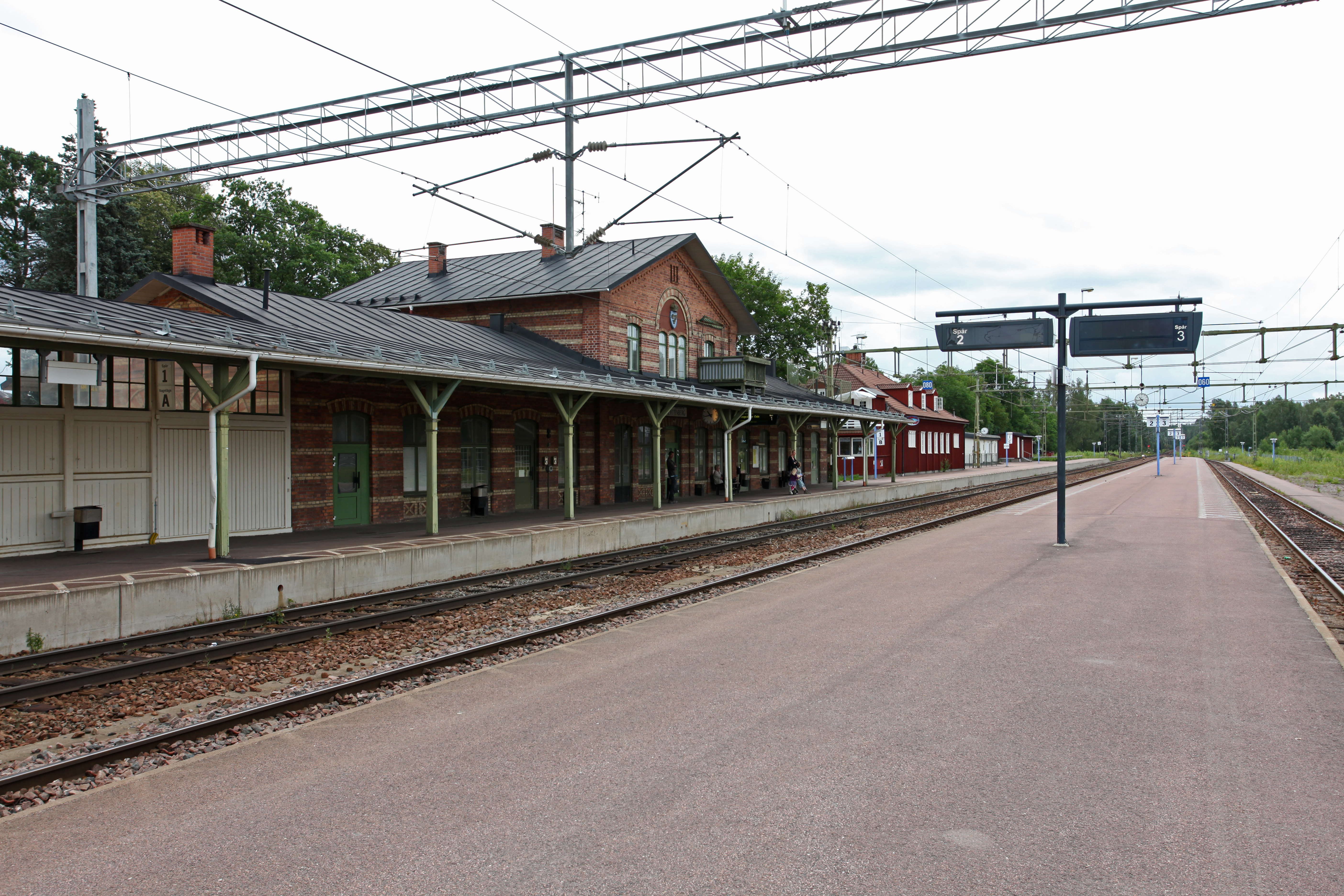
Залізнична станція
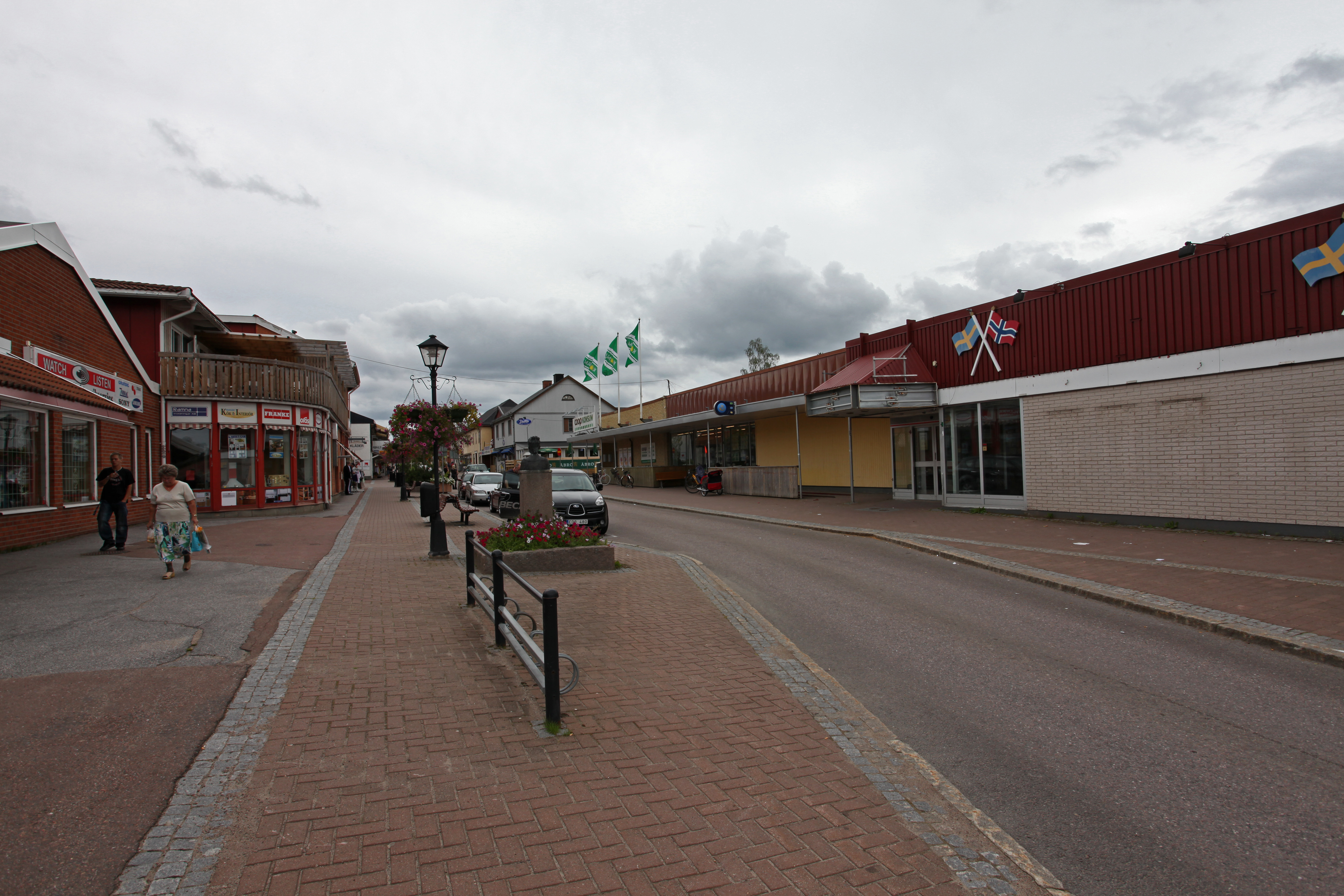
У центрі містечка
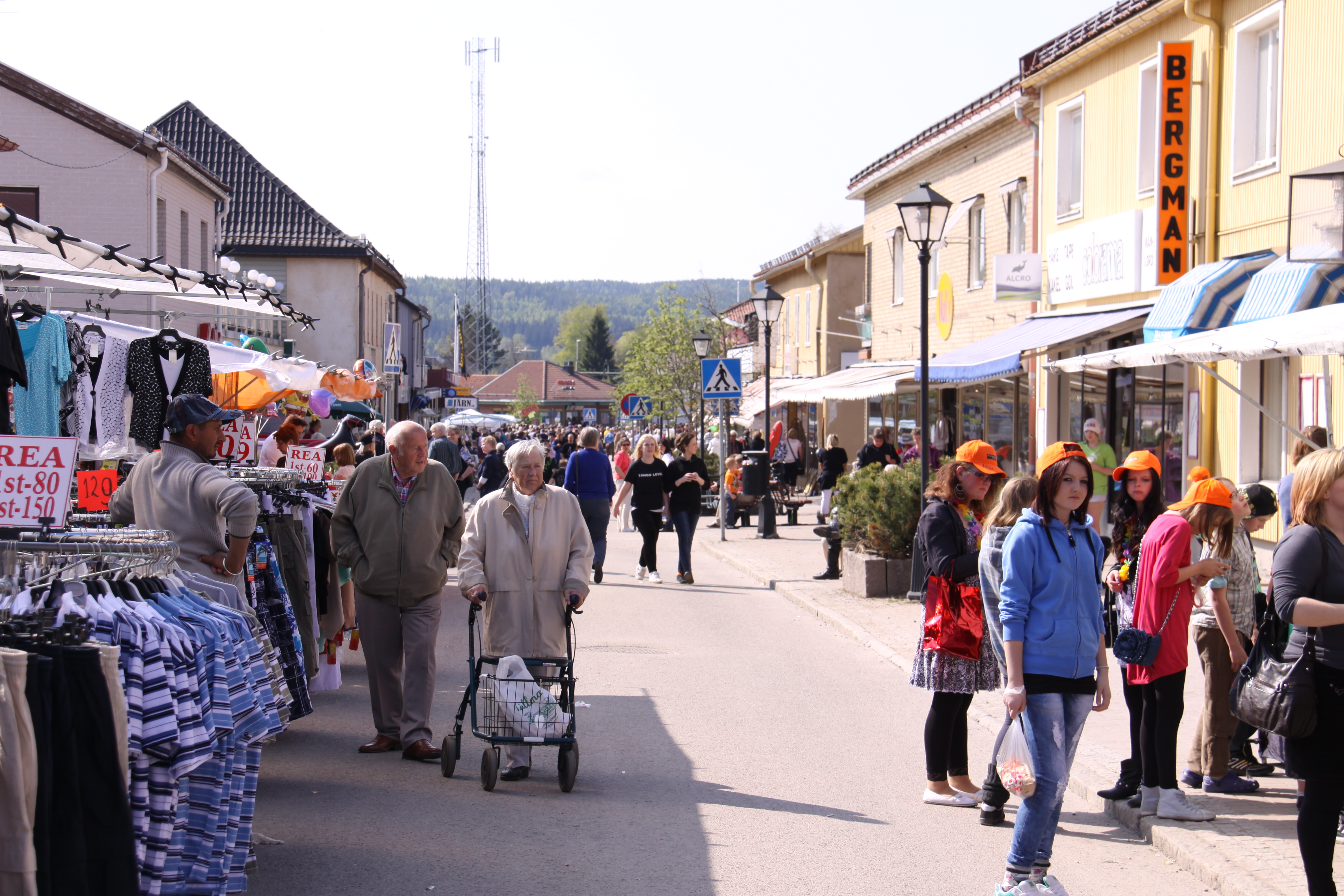
Вулиця Стургатан

## Покликання
- Сайт комуни Еда [Архівовано 14 січня 2021 у Wayback Machine.]